# Loi du 15 avril 1909
Lire en ligne

version toujours actuelle

La loi du 15 avril 1909 relative à la création de classes de perfectionnement annexées aux écoles élémentaires publiques et d’écoles autonomes de perfectionnement pour les enfants arriérés est considérée comme le texte fondateur de l'enseignement spécialisé en France.

## Contexte
En 1909, les classes et les écoles autonomes de perfectionnement ont été créées pour assurer la scolarisation des « enfants arriérés des deux sexes », sans toutefois permettre la mixité. Elles constituent alors la toute première forme d’enseignement spécial au sein du ministère, encore appelé, ministère de l’instruction publique, et recevaient les enfants de 6 à 13 ans, soit au sein de l'école communale, dans des classes annexes, soit au sein d'une école autonome.
Le programme d'enseignement de ces classes était essentiellement conçu autour d'activités artistiques (chant, pliage, dessin), d'activités de plein air (promenade, jardinage, jeux de course et d'adresse) et d'un peu d'instruction (lecture, écriture, prononciation, géographie et calcul) ; « toute leçon de choses devant être rattachée à la vie pratique ». Les activités ne devaient pas excéder la demi-heure.
Les enfants étant considérés comme anormaux et débiles ; le but de ces classes était, outre de leur apporter un minimum d'instruction, surtout d’« éviter qu’ils ne tombent à la charge de la société ». L'enseignement, en milieu rural, était donc principalement agricole, tandis que des ateliers devaient, en milieu urbain, être aménagés afin de répondre aux besoins locaux (menuiserie, ferronnerie, confection, cordonnerie, broderie).
Cette loi du 15 avril 1909 prévoyait également la mise en place d’un « diplôme spécial créé pour l’enseignement des arriérés ». Les instituteurs, chargés des classes, étaient donc titulaires, en plus du certificat d'aptitude pédagogique, du certificat d’aptitude à l’enseignement des enfants arriérés (CAEA). Ce diplôme est l'ancêtre direct de l’actuel CAPPEI.
Elle crée enfin une commission médico-pédagogique pour décider de l'admission et du maintien des enfants dans les écoles primaires publiques, ou leur admission dans une classe annexe ou une école autonome. Ces commissions sont les prémices des commissions départementales de l’éducation spéciale (CDES), futures commission des droits et de l'autonomie des personnes handicapées (CDAPH), au sein des maisons départementales des personnes handicapées (MDPH).

## Travaux préparatoires
Les enfants concernés étaient de fait auparavant exclus de l'école. Le besoin d'un dispositif scolaire pour ces enfants avait été mis en avant par des aliénistes, notamment le médecin Désiré-Magloire Bourneville, qui, en 1891, a réussi à convaincre l’inspecteur primaire des cinquième et sixième arrondissements de Paris, puis le monde médical et les hommes politiques. En 1903 et 1904, des enquêtes sont effectuées à la demande du ministre de l’Instruction publique, tant en France qu’à l’étranger. En 1904, une commission ministérielle étudie l’application de l’obligation scolaire aux enfants anormaux, la Commission Bourgeois. En 1907, un projet de loi est déposé par le ministre de l’Instruction publique et une classe expérimentale est ouverte à Paris. L'année suivante, une quinzaine de classes expérimentales fonctionnent à Paris, Levallois-Perret, Lyon, Bordeaux, Tours. Puis en avril 1909, la loi est adoptée

## Contenu de la loi en 1909
Ce texte, qui n'a aucun caractère obligatoire, dispose que les communes pourront ouvrir une classe de perfectionnement, au sein de l'enseignement public, pour accueillir les enfants réputés «arriérés» (terme utilisé à l'époque, en 1909, dans le texte de loi, sans définition précise), et soumis à l'obligation de scolarité (6 à 13 ans). Il précise aussi que les départements pourront créer une école autonome de perfectionnement afin d'accueillir les enfants réputés «arriérés» entre 13 et 16 ans. Ces écoles devront leur prodiguer un enseignement pré-professionnel.
D'après la loi, ces enfants devaient être orientés en classe de perfectionnement après l'examen d'une commission médico-pédagogique présidée par un inspecteur et dont un médecin et un instituteur devaient être membres.

## Pérennité du dispositif
Les dernières classes de perfectionnement, créées en 1909, ont été fermées au milieu des années 2000, à la suite d'une circulaire qui prévoyait leur remplacement par les classes d’intégration scolaire (CLIS) imaginées en 1991, elles-mêmes remplacées quelques années plus tard par des classes pour l'inclusion scolaire. Une des évolutions est d'intégrer les enfants concernés dans des classes ordinaires, quand c'est possible, et avec un accompagnement adhoc, et non plus dans des classes spéciales.